# Karl I, Duce de Brunswick-Wolfenbüttel
Karl I (1 august 1713 – 26 martie 1780), a fost Duce de Brunswick-Wolfenbüttel din 1735 până la moartea sa.

## Biografie
Karl a fost fiul cel mare al lui Ferdinand Albert al II-lea, Duce de Brunswick-Lüneburg. Karl a luptat sub Prințul Eugen de Savoia împotriva Imperiului Otoman înainte de a moșteni principatul de Wolfenbüttel de la tatăl său în 1735.  La sugestia preotului său, a fondat în 1745 Collegium Carolinum, actuala Universitate Tehnică din Brunswick. De asemenea, el l-a angajat pe Gotthold Ephraim Lessing ca librar al Bibliotheca Augusta, biblioteca ducală.
Karl a încercat să promoveze dezvoltarea economică a statului său, de exemplu, el a fondat Compania de porțelanuri Fürstenberg și a decretat asigurarea obligatorie de incendiu. Cu toate acestea, el nu a reușit să țină finanțele de stat sub control. Ca urmare, în 1773 cel mai mare fiul său, Karl Wilhelm Ferdinand a preluat guvernarea.

### Căsătorie și copii
În 1733, Karl s-a căsătorit cu Prințesa Philippine Charlotte, fiică a regelui Frederic Wilhelm I al Prusiei. Ei au avut următorii copii:
- Karl Wilhelm Ferdinand (1735–1806), viitorul Duce de Brunswick-Lüneburg
- Georg Franz
- Christian Ludwig
- Sophie Caroline Marie (1737–1817), căsătorită cu Frederic, Margraf de Brandenburg-Bayreuth.
- Anna Amalia (1739–1807), căsătorită cu Ernest Augustus al II-lea, Duce de Saxa-Weimar-Eisenach.
- Frederick Augustus (1740–1805)
- Albrecht Heinrich (1742–1761)
- Wilhelm Adolf (1745–1770)
- Elisabeth Christine Ulrike (1746–1840), căsătorită cu regele Frederic Wilhelm al II-lea al Prusiei (au divorțat)
- Friederike
- Augusta Dorothea (1749–1803), stareță de Gandersheim
- Maximilian Julius Leopold (1752–1785)

Karl a avut și un fiu în afara căsătoriei, Christian Theodor von Pincier  (1750–1824), adoptat de baronul von Pincier al Suediei.

## Arbore genealogic
1. 1 2  Czech National Authority Database, accesat în 4 aprilie 2023